# Evritanía prefektúra

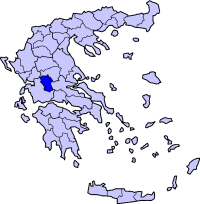
Evritania elhelyezkedése Görögországban.

Evritania (görög Ευρυτανία, latin Eurytania) Görögország egyik prefektúrája (nomoz), Közép-Görögország régióban.
Területe 1868,911 km² (akkora, mint a magyar Zala vármegye fele), ezzel a 35. legnagyobb görög prefektúra. Népessége 2005-ös adat szerint 34 855 (az egyik legkisebb Görögországban).
Közigazgatási székhelye a mintegy 8200 lakosú Karpeníszi.
A prefektúra 1947-ben jött létre, Etoloakarnanía prefektúrából kiválva. 
Szinte teljes területét hegyek borítják, mint a Timfrisztósz, vagya Panaitolikó. Folyói nyugaton az Ahelóosz, keleten az Agrafiotisz és a Mégdovasz.
Nyugati, délnyugati és déli szomszédja Etoloakarnanía, északon Kardítsza, keleten Fthiótida.
A Tmfrisztószon Karpeníszi közelében népszerű síközpont található. 2004-ben készült el a hegy keleti oldalán az 1,4 kilométer hosszú Timfrisztosz-alagút.

## Községei
| Község        | YPES code | Székhelye (ha más a neve) | Postai irányítószáma |
| ------------- | --------- | ------------------------- | -------------------- |
| Agrafa        | 1501      |                           | 360 73               |
| Aperantía     | 1502      | Granítsza                 | 360 72               |
| Aspropótamosz | 1503      | Raptopoulo                | 360 70               |
| Domniszta     | 1505      | Krikello                  | 360 76               |
| Fourná        | 1510      |                           | 360 80               |
| Fragkiszta    | 1511      | Ditikí Fragkíszta         | 360 71               |
| Karpeníszi    | 1506      |                           | 361 00               |
| Ktiménia      | 1507      | Aja Triada                | 360 80               |
| Potamiá       | 1508      | Megalo Chorio             | 360 75               |
| Pruszósz      | 1509      |                           | 360 74               |
| Vínjani       | 1504      | Kerasochori               | 360 71               |